# Serra del Coll (Granera)

La Serra del Coll, respecte del terme de Granera

La Serra del Coll és una formació muntanyosa del terme municipal de Granera, al Moianès.
Està situada a prop de l'extrem nord-occidental del terme, a llevant de la masia del Coll. Separa les valls del torrent de Caldat, al nord-est, i del torrent del Coll, al sud-oest. És al nord-oest de les Vinyes, al nord-est de la Coma i de les Feixes del Coll.